# Плавание на летних Олимпийских играх 1964
Соревнования по плаванию на летних Олимпийских играх 1964 года проводились как среди мужчин, так и среди женщин. Впервые были проведены состязания по комплексному плаванию на 400 м (как среди мужчин, так и среди женщин), а среди мужчин — эстафета 4×100 м вольным стилем. Всего в соревнованиях участвовали 405 спортсменов из 42 стран.

## Общий медальный зачёт
| Место | Страна                          | Золото | Серебро | Бронза | Всего |
| ----- | ------------------------------- | ------ | ------- | ------ | ----- |
| 1     | США                             | 13     | 8       | 8      | 29    |
| 2     | Австралия                       | 4      | 1       | 4      | 9     |
| 3     | СССР                            | 1      | 1       | 2      | 4     |
| 4     | Объединённая германская команда | 0      | 4       | 2      | 6     |
| 5     | Нидерланды                      | 0      | 2       | 1      | 3     |
| 6     | Великобритания                  | 0      | 1       | 0      | 1     |
| 6     | Франция                         | 0      | 1       | 0      | 1     |
| 8     | Япония                          | 0      | 0       | 1      | 1     |

## Медалисты

### Мужчины
| Дисциплина                       | Золото                                                        | Серебро | Бронза                                                                 |
| -------------------------------- | ------------------------------------------------------------- | --- | ---------------------------------------------------------------------- |
| 100 м вольным стилем             | Дон Шолландер США                                             | Роберт Макгрегор Великобритания                                                                            | Ханс-Йоахим Клайн Объединённая германская команда                      |
| 400 м вольным стилем             | Дон Шолландер США                                             | Франк Виганд Объединённая германская команда                                                               | Аллан Вуд Австралия                                                    |
| 1500 м вольным стилем            | Роберт Виндл Австралия                                        | Джон Нельсон США                                                                                           | Аллан Вуд Австралия                                                    |
| 200 м на спине                   | Джед Гриф США                                                 | Гэри Дилли США                                                                                             | Роберт Беннетт США                                                     |
| 200 м брассом                    | Иан О'Брайен Австралия                                        | Георгий Прокопенко СССР                                                                                    | Честер Джастремски США                                                 |
| 200 м баттерфляем                | Кевин Берри Австралия                                         | Карл Роби США                                                                                              | Фред Шмидт США                                                         |
| 400 м комплексным плаванием      | Ричард Рот США                                                | Рой Саари США                                                                                              | Герхард Хец Объединённая германская команда                            |
| Эстафета 4×100 м вольным стилем  | США · Стефен Кларк · Майкл Остин · Гэри Илман · Дон Шолландер | Объединённая германская команда · Хорст Лёффлер · Уве Якобзен · Ханс-Йоахим Клайн                          | Австралия · Дэвид Диксон · Питер Док · Джон Райан · Роберт Виндл       |
| Эстафета 4×200 м вольным стилем  | США · Стефен Кларк · Рой Саари · Гэри Илман · Дон Шолландер   | Объединённая германская команда · Ханс-Йоахим Клайн · Хорст-Гюнтер Грегор · Герхард Хец                    | Япония · Макото Фукуи · Кунихиро Ивасаки · Тосио Сёдзи · Юкиаки Окабэ  |
| Эстафета 4×100 м комбинированная | США · Харольд Манн · Уильям Крэйг · Фред Шмидт · Стефен Кларк | Объединённая германская команда · Франк Виганд · Ханс-Йоахим Клайн · Эрнст-Йоахим Кюпперс · Эгор Хеннинген | Австралия · Питер Рейнолдс · Иан О’Брайен · Кевин Берри · Дэвид Диксон |

### Женщины
| Дисциплина                       | Золото                                                                | Серебро                                                                | Бронза                                                                                             |
| -------------------------------- | --------------------------------------------------------------------- | ---------------------------------------------------------------------- | -------------------------------------------------------------------------------------------------- |
| 100 м вольным стилем             | Дон Фрейзер Австралия                                                 | Шэрон Стаудер США                                                      | Кэтлин Эллис США                                                                                   |
| 400 м вольным стилем             | Вирджиния Денкел США                                                  | Мэрилин Раменофски США                                                 | Терри Стиклес США                                                                                  |
| 100 м на спине                   | Кэтлин Фергюсон США                                                   | Кристин Карон Франция                                                  | Вирджиния Денкел США                                                                               |
| 200 м брассом                    | Галина Прозуменщикова СССР                                            | Клаудия Колб США                                                       | Светлана Бабанина СССР                                                                             |
| 100 м баттерфляем                | Шэрон Стаудер США                                                     | Ада Кок Нидерланды                                                     | Кэтлин Эллис США                                                                                   |
| 400 м комплексным плаванием      | Донна де Варона США                                                   | Шэрон Финнеран США                                                     | Марта Рэндолл США                                                                                  |
| Эстафета 4×100 м вольным стилем  | США · Шэрон Стаудер · Донна де Варона · Лилиан Ватсон · Кэтлин Эллис  | Австралия · Робин Торн · Дженис Мерфи · Линетт Белл · Дон Фрейзер      | Нидерланды · Паулине ван дер Вилдт · Катарина Бёмер · Вильгельмина ван Верденбюрг · Эрика Терпстра |
| Эстафета 4×100 м комбинированная | США · Кэтлин Фергюсон · Синтия Гойетте · Шэрон Стаудер · Кэтлин Эллис | Нидерланды · Корнелия Винкел · Клена Бимолт · Ада Кок · Эрика Терпстра | СССР · Татьяна Савельева · Светлана Бабанина · Татьяна Девятова · Наталья Устинова                 |